# RK Alkaloid
L'RK Alkaloid Skopje è una squadra di pallamano macedone con sede nella città di Skopje.

## Storia
Il club viene fondato nel 2021 e fin da subito viene finanziato dalla Alkaloid, azienda farmaceutica leader del Paese, con l'obiettivo di puntare in alto e far crescere i giovani macedoni.
I primi successi non tardano ad arrivare: prima in patria, dove vince la Coppa nazionale e la Supercoppa, entrambe in finale contro il Pelister, poi addirittura in Europa, dove vince la European Cup in finale contro l'AEK Atene.

## Palmares

### Competizioni nazionali
- Coppa di Macedonia del Nord: 1

2023-24
- Supercoppa di Macedonia del Nord: 1

2024

### Competizioni internazionali
- EHF European Cup: 1

2024-25